# Верховний жрець Атона

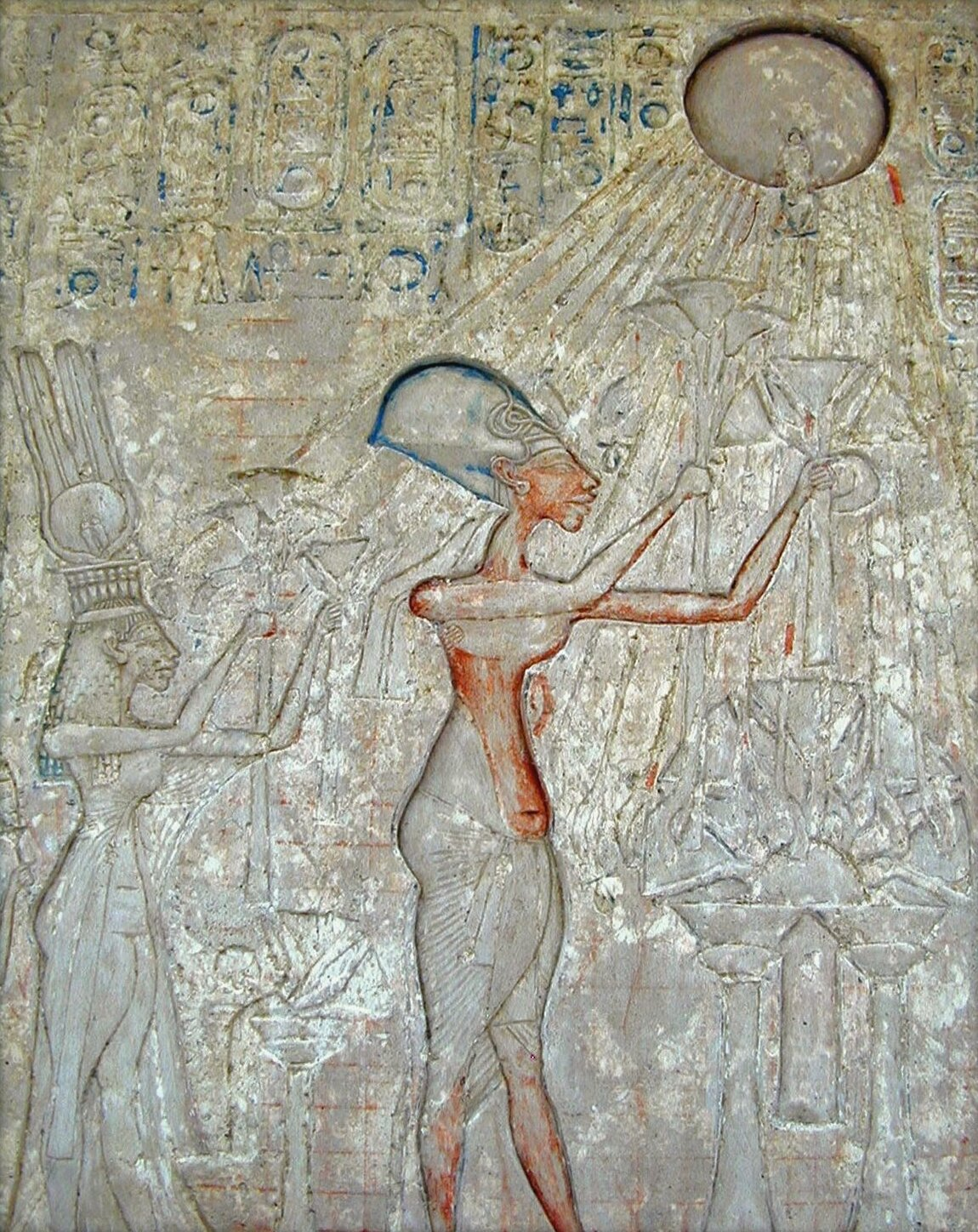
Ехнатон із дружиною і дочками вшановують сонячний диск Атона.

Верховний жрець Атона (більш правильно «Великий серед тих, хто бачать сонячний диск Атона у храмі Сонця в Ахетатоні») — найвища посада в монотеїстичному солярному культі Атона в Стародавньому Єгипті амарнського періоду. Посада, як і саме верховенство культу Атона, було введено фараоном-реформатором Аменхотепом IV Ехнатоном.
Проголосивши верховенство нового культу єдиного сонячного бога, Ехнатон на 3-му або на початку 4-го року свого правління прийняв титул верховного жерця Атона, який спочатку звучав як «Слуга божий перший Ра-Хар-Атха, радісного в небосхилі в імені своєму як Шу, який є Атон», потім трансформувалося в «Великий серед тих, хто бачать Ра-Хар-Ахтала, радісного в небосхилі в імені своєму як Шу, який є Атон, в будинку Атона в Оне Верхів'я (тобто у Фівах)» і тільки після перенесення столиці в Ахетатон титул верховного жерця Атона набув свого остаточного значення.
Резиденцією верховного жерця Атона стало місто Ахетатон. Верховний жрець крім релігійних функцій здійснював також ряд адміністративних повноважень, оскільки очолював храмове господарство Атона. У безпосередньому підпорядкуванні верховного жерця знаходилося мінімум чотири перших жерці Атона («раби перші Атона в будинку Атона в Ахетаноні»), що управляли окремими галузями храмового господарства Атона або територіальними частинами цього господарства.
Першим Верховним жерцем Атона після введення верховенства його культу був, як уже було зазначено вище, сам фараон Аменхотеп IV Ехнатон, який у 2-й половині четвертого року свого правління (бл. 1347 р. до н. е.) передав цю посаду своєму найближчому соратникові вельможі Меріра I.
Слід зауважити, що крім посади Верховного жерця Атона в Ахетатоні існувала безсумнівно підпорядкована їй північна посада Верховного жерця Атона в Іуну (Геліополі), яка повністю називалася «Великий серед тих, хто бачать сонячний диск Атона в храмі Сонця (Ра) в Іуну». Очевидно північний верховний жрець Атона під керівництвом ахетатонського верховного жерця керував відправленням культу Атона в Нижньому Єгипті. Його повноваження з управління храмовим господарством були набагато меншими, оскільки і тут воно керувалося першими жерцями ахетатонського храму Атона. Відомо, що в правління Ехнатона верховним жерцем Атона в Іуну (Геліополі) був жрець П-Вох.